# چک خاکستری
چک خاکستری (نام علمی: Saxicola ferreus) پرنده‌ای از سردهٔ چک در تیرهٔ مگس‌گیران در راستهٔ گنجشک‌سانان است که در بنگلادش، بوتان، کامبوجیا، چین، هند، زاپن، لائوس، میانمار، نپال، پاکستان، تایوان، تایلند، و ویتنام یافت می‌شود. زیستگاه طبیعی این پرنده جنگل‌های مرطوب یا بسیار مرطوب گرمسیری است.

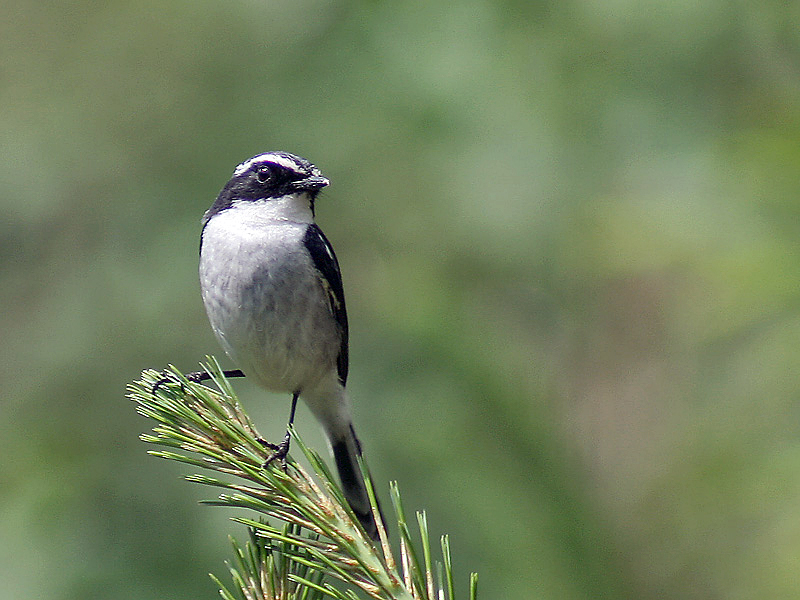
چک خاکستری نر، هند